# Colégio Cruzeiro
Colégio Cruzeiro é a terceira escola mais antiga do Rio de Janeiro, fundada em 1862 por imigrantes alemães

## História
A origem do Colégio Cruzeiro está ligada à colônia alemã no Rio de Janeiro. Cerca de mil imigrantes por ano, a partir de 1840, chegavam à cidade. As dificuldades por eles encontradas levaram à fundação, em 23 de fevereiro de 1844, da Deuscher Hilfsverein (Sociedade Beneficente Alemã). Em 18 de agosto de 1862, 75 dos 78 sócios da Sociedade Beneficente Alemã reunidos em assembléia resolveram fundar sua própria escola.
Em 1 de setembro de 1862, a Deutsche Schule (Escola Alemã) entrava em funcionamento em imóvel alugado na Rua dos Inválidos, 64-B. Atendia a 32 alunos, e os responsáveis eram Friedrich von Hagen e a Sra. Dörfler. O número de alunos cresceu rapidamente, chegando a 222 em 1919 e 451 em 1926. Em 1925, o colégio precisou ampliar as suas instalações, com mais dois andares de salas e um auditório. Em 1924, a escola se transformou em Oberrealschule (equivalente ao segundo ciclo do Secundário). A partir de 1931, levava os três primeiros alunos ao Abitur (Exame de Madureza).
Já nessa época o colégio passou a atrair alunos que não eram descendentes de alemães. Além disso, a situação política mundial, com o Brasil declarando guerra à Alemanha, provocou mudanças na instituição. Em 30 de novembro de 1939, abandonou o nome de Deutsche Schule e passou a se chamar Colégio Humboldt. Mesmo assim, sofreu intervenção do Governo Federal, que passou a administrar a Sociedade Beneficente Alemã, e foi fechado em agosto de 1942.
Reabriu as portas em março de 1943, com 240 alunos. Realizou os primeiros exames de admissão ao ginásio sob inspeção do Governo Federal. Finalmente, em 1946, adotou o nome de Ginásio Cruzeiro e passou a conferir aos seus alunos o certificado de conclusão do ginásio. No ano seguinte, adotou o nome atual de Colégio Cruzeiro. Em 1949 seu Curso Científico foi habilitado e em 1950 recuperou a sua autonomia, encerrando o período sob intervenção governamental.
Em 1998, a instituição construiu uma nova escola no Pechincha, na rua Retiro dos Artistas, 589, atendendo a cerca de 1500 alunos de Jacarepaguá, Barra da Tijuca e outros bairros da região

## Endereços
- 1862 - Rua dos Inválidos]], 64-B
- 1864 - Rua dos Arcos, 21
- 1871 - Rua dos Arcos, 15 (primeira sede própria)
- 1903 - Rua do Rezende, 114
- 1912 - Rua Carlos de Carvalho, 76 (localização atual)
- 1998 - Rua Retiro dos Artistas